# 이다현 (배우)
이다현(1997년 10월 1일 ~ )은 대한민국의 배우이다. 

## 연기/연출 활동

### 단편 영화
고래를 본 가족(2019)

플러드 서울(2019)

뷰파인더(2019)

홍상수에 놀란 영화(2018)

기찻길 옆 오막살이(2018)

### 연극
하녀들(2021)_클레르 역

## 기타 활동

### 광고
삼성 BESPOKE 인덕션
명품고택 한옥스테이

부천국제애니메이션축제

대학내일 표지모델

### 뮤지컬
창작뮤지컬 그랑(2019)